# Fisher (Ausztráliai fővárosi terület)

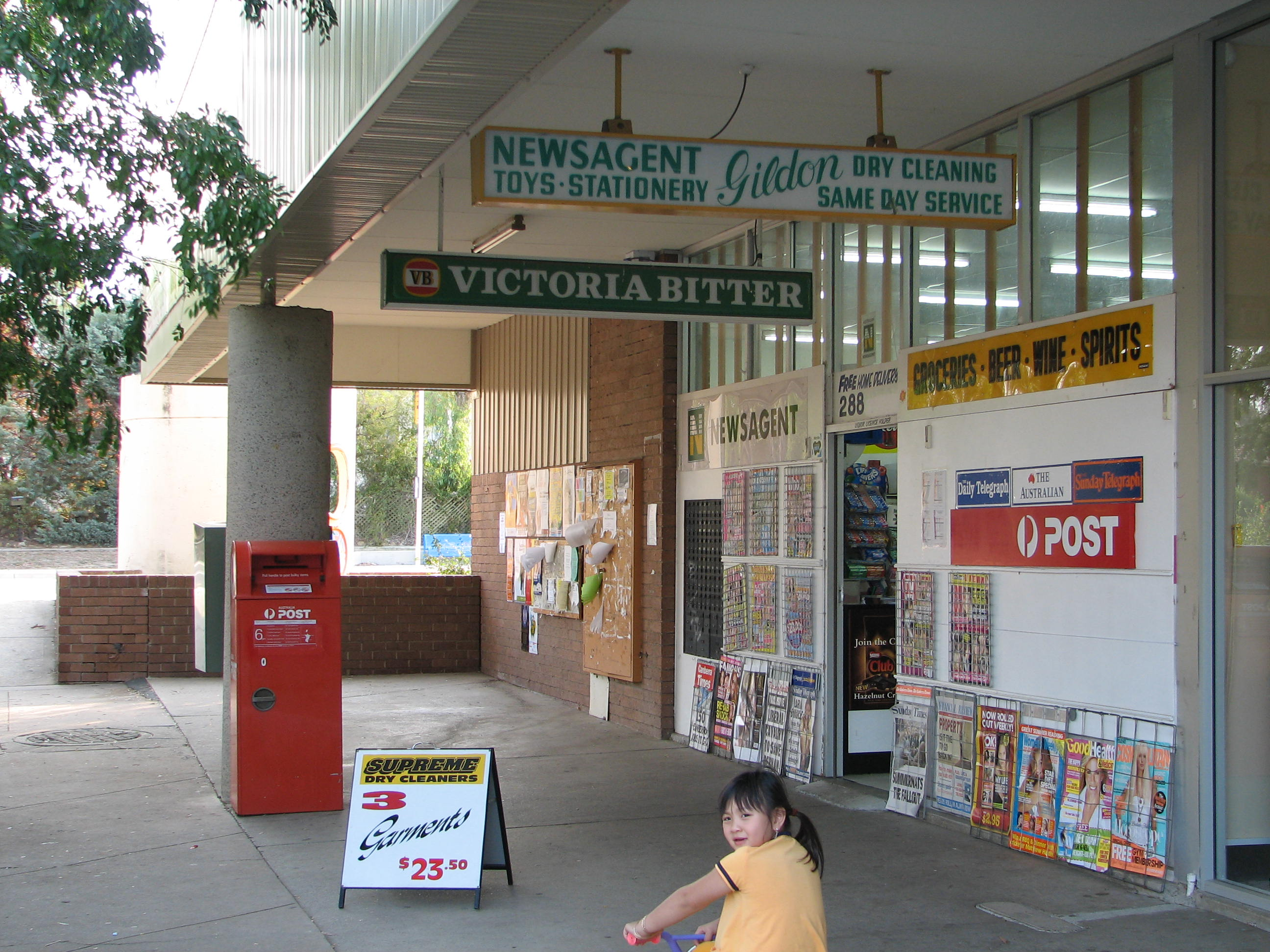
Fisher bevásárlóközpont

Fisher az ausztrál főváros, Canberra egyik elővárosa Weston Creek kerületben.  A 2006-os népszámlálás alapján 3360 fő lakik itt. Fisher városát Andrew Fisherről nevezték el, aki az ausztrál szénbányász volt, valamint a szövetségi parlamentben a munkáspárt alapító tagja, ezenfelül 1908 és 1915 között három cikluson át Ausztrália miniszterelnöke volt.)
A városka utcáit ausztrál bányászokról és fontosabb bányákról nevezték el.
A település utcái megtekinthetők a Google Street View (Utcakép) szolgáltatással.

## Földrajza
Laidlaw vulkáni pala, valamint szürkészöld dácit vulkáni tufa borítja Fisher nagyobb részét, eltekintve egy kisebb szelettől a külváros északi részén, ahol a Deakin-vulkán vöröses-lilás riodacit képződményei találhatóak.

## Fordítás
Ez a szócikk részben vagy egészben  a   Fisher, Australian Capital Territory című angol Wikipédia-szócikk ezen változatának fordításán alapul.  Az eredeti cikk szerkesztőit annak laptörténete sorolja fel. Ez a jelzés csupán a megfogalmazás eredetét és a szerzői jogokat jelzi, nem szolgál a cikkben szereplő információk forrásmegjelöléseként.